# イマージョン・プログラム
イマージョン・プログラム（英: immersion program）とは、未修得の言語を身につける学習方法の一つ。没入法と言われることもある。目標とする言語の言葉だけを習うのではなく、「その言語環境で」他教科を学びその言葉に浸りきった状態（イマージョン）での言語獲得を目指す。1960年代にカナダで始まり、2006年現在は世界各地の学校で導入されている。
日本では英語で遊び話す程度でもイマージョンと呼ぶことがあるが、イマージョン・プログラムとは他言語で教養を積むための長期教育計画であり、通常小学校1年（アメリカ合衆国の場合は義務教育課程である幼稚園、日本では中学校1年の場合もある）から開始し、少なくとも卒業まで実施される。

## 概要
イマージョンで学ぶのは第二言語とは限らず、習得する言語も英語とは限らない。例えば中国系アメリカ人の子供がスペイン語イマージョンの学校に通う場合、第一言語の中国語、第二言語の英語に次いで、スペイン語は第三言語である。以下、地域で一般的に話されている言葉を主流言語、イマージョンで学ぶ言語を目標言語と呼ぶ。
21世紀初頭現在広く用いられているイマージョン手法の基礎は、1960年代にカナダで始まったものである。カナダではケベック州を中心にフランス語が話されており、当時の中流階級の親から「子供達が英語を話す自分達だけでなく、フランス語を話すカナダ人の文化や伝統も理解できるような実験的教育プログラムを作って欲しい」という要請があった。同時期にカナダの公用語は英語とフランス語の二言語となった。
イマージョンとは英語のimmerse（浸す）が語源で、「その言語に浸りきって習得する」という意味である。つまりイマージョンの学校では授業中も授業外の時間も目標言語が使われることを指す。外国語をその言語で（例：英語を英語で）勉強するのは特に珍しいことではないため、あえてイマージョンとは呼ばない。簡単に言えば「外国語を」ではなく「外国語で他教科も」勉強しながら言葉を学んでいくプログラムである。
教育者の間ではイマージョン（immersion 浸る）とサブマージョン（submersion 水に沈める）プログラムを区別して考える。「水に浸って泳ぎを覚える」のと「海に投げ込めば泳ぎを覚える」のに喩えられており、前者は同じレベルで目標言語を学ぶ生徒ばかりのクラス、後者は大多数の生徒にとって母語である言語で行われるクラスにそうでない少数の生徒が混じって受講する形式を指す。例を挙げれば、前者は日本語が母語の生徒達が英語で授業を受ける形式、後者は日本人ばかりのクラスでポルトガル語が母語の生徒が日本語で授業を受ける形式となる。

## イマージョンの種類
カナダでイマージョン・プログラムが始まって以来、様々なプログラムが生まれている。大まかに年齢と接触時間で以下のように分けることができる。実際にはこれらのプログラムを基本にした多くのバリエーションが存在する。

### 開始年齢
- 早期イマージョン：5、6歳から始める。
- 中期イマージョン：9、10歳から始める。
- 晩期イマージョン：11歳から14歳の間に始める。

### 目標言語との接触時間

#### 完全イマージョン (full, total-immersion)
クラス全員あるいはほぼ全員が初めて習う外国語を習得するために、授業のほぼ100%が目標言語によって行われる。他の科目も目標言語によって教えられ、カリキュラム全体を通して言語習得ができる。現実社会で使える自然な言葉をマスターし、教わった科目もその言葉で理解し、他文化を理解してその良さを知っていることが最終目標である。通常この種のプログラムは順序立て、積み重ね、継続して行い、流暢になることを目標としており、小学校から一貫した総合的な学習内容に盛り込まれている。幼稚園や小学校1学年の早期段階で90%以上の時間を目標言語で行い、学年が上がると徐々に主流言語の割合を高めて部分イマージョンに移行していくパターンも多い。
完全イマージョンでは目標言語による読み書き指導を行い、2～3学年で主流言語の読み書き指導を開始する。主流言語による読解を再学習する必要はない。教師は子供たちが持っている読み書き能力を1つの言語から別の言語へと転移させるための支援を行う。
完全イマージョンのうち、主流言語を習得できていない児童・生徒を対象に、3年以内に普通学級へ入ることを目標に主流言語を学習し、その間に遅れが生じないよう数学、科学、社会などの他教科を母語で行う手法を過渡期バイリンガル教育という。

#### 二言語同時学習 (Dual language)
二言語同時学習は、地域の主流言語と目標言語(パートナー・ランゲージとも言う)を組み合わせて行われる。日本では日本語と英語の組み合わせが圧倒的に多い。この学習が意図するのは、2つの言語で読み書きが行える言語使用能力の獲得、二言語同時学習を受けない子供と同等の学業達成、そして異文化間能力の育成である。
学習指導方法としては、2つの言語の読み書き指導が同時に行われる場合と、子供の母語で最初の読み書き指導が受けられるよう母語による分割指導が行われる場合がある。後者の場合、母語の読み書き教育を通して、母語における高度な言語運用能力を進歩させる。調査によれば、母語で学習された数多くの技能は、手早く第2言語に転移させることができる。この教育方法では母語では教科学習を行わず、目標言語の文法の解説などは行わずに目標言語で教科内容中心の授業を進める。これにより、子供はすべての教科内容を第2言語で学習することができるのである。
また生徒たちの母語と目標言語のバイリンガルである教師が、目標言語を用いて教科教育を行い、子供が母語で質問しても理解することができるが、その回答は目標言語を用いて行うという手法がある。
部分イマージョン・プログラムは、できるだけ迅速に(3年間という期限が多い)母語から主流言語への移行を目指す過渡期バイリンガル教育とは異なる。なぜなら過渡期バイリンガル教育（減算的バイリンガル教育とも呼ばれる）では、主流言語を習得するに従い母語能力を喪失する可能性が高いためである。
- 部分イマージョン (partial-immersion)：授業の50%程度が目標言語で行われ、必要に応じて言語習得のための時間も割く。目標は完全イマージョンと同じであるが、完全イマージョンほどの堪能さは求められていない。

- 双方向イマージョン（two-way, dual, bilingual-immersion）：アメリカ合衆国で広まった手法。その地域の主流言語が母語である生徒と、目標言語が母語である生徒が約50%ずつ在籍するクラスで、カリキュラムの50%を主流言語、残り50%を目標言語で行う。生徒たちが互いに補いあって両言語を習得する。[1]「2つの言語で意思疎通がとれる人間」(バイリンガル)、さらには「2つの言語において教養ある人間」(バイリタレット)を目標としている。　例えば、日本語を母語とする生徒50%と英語を母語とする生徒50%のクラスで、日本語と英語半々で授業を行い、最終的にクラス全員が日英両言語に堪能になることをめざす。プログラムによっては均等に50%ではなく多少比重が異なることがある。目標言語が母語である生徒を一定数集めるのは容易ではなく、双方向イマージョンはそれほど一般的に浸透しているとは言えない。しかしながら、アメリカ合衆国の研究では、この教育方法が子供に効果的な英語学習手法であり、学校で英語を学ぶ子供の長期的な成果を促進することを明らかにしているものもある(Center for Applied Linguistics, 2005; Thomas & Collier, 1997; Lindholm-Leary, 2000)。

## イマージョンの目的
イマージョン・プログラムを導入する目的は主に以下のような目的がある。
- 向上と保持のためのイマージョン：主流言語が目標言語となる。母語と主流言語が異なる子供を対象に行われる。例：アメリカ合衆国においてスペイン語が母語の児童達が英語を取得する。
- 双方向イマージョン：主流語と目標言語それぞれを母語とする児童達が混在するクラスで、自分が苦手な方の言語を習得しつつ、得意な言語でクラスをリードする。
- 外国語イマージョン（完全イマージョン）：主流言語が母語である児童達が目標言語を学ぶ。
- 言語継承教育：主流言語に支障はないが、家族が外国にルーツ持つ児童に対し言葉を継承するという目的で行われる。例：華僑の子供達に対する中国語の教育。
- 長期母語教育（Late-Exit母語開発的バイリンガル教育）：主流言語による指導を活用しながら、子供の母語を長期的に保持していくことを目的とした教育方法。

## イマージョンの効果
目標言語でより多くの授業を行ったほうが、その言語能力における達成を高めるという報告(Howard, Christian, & Genesee, 2003; Lindholm-Leary, 2001; Lindholm-Leary & Howard, in press)、母語学習が支援され、その習得が進めば、学業達成度は高まるという報告(Thomas & Collier, 1997; 2002)がなされている。

## 各国におけるイマージョン教育
世界各国でスペイン語、フランス語、日本語、中国語、ドイツ語、イタリア語、ロシア語、アラビア語など様々な言語をイマージョン・プログラムに取り入れている。
地域と関係の深い外国語がイマージョンの目標言語に選ばれることが多い。保護者や生徒は日常生活で何らかの接点がある言語を勉強することを好む。目標言語を母語とする住民が多数住んでいれば教員の確保も楽で、保護者の協力も得やすく、双方向イマージョン・プログラムが実現できるといった利点がある。
たとえばイマージョンが盛んなアメリカ合衆国においては、カナダのケベック州との国境に位置するメーン州ではフランス語、ロシアとの国境にあるアラスカ州ではロシア語など地理的に近い国の言葉、伝統を守るユダヤ人が多いニューヨーク近郊ではヘブライ語など住民の人口を反映した言葉、フランス植民地時代の名残りを持つルイジアナ州のフランス語など歴史を保護する言葉、またハワイ州では消滅しつつあるハワイ語が選ばれている。アメリカの実質上の公用語の一つとなりつつあるスペイン語は2006年7月の調査では132プログラムがあり、全イマージョン・プログラムの42.6%を占める。日本語は小規模、短期のプログラムも含めて22あり、スペイン語、フランス語、ハワイ語に次いで第四位と健闘している。　
その一方で「教養として他言語を学ぶ」ということに重きを置き、地域に密着した言語を一つ二つ選ぶのではなく、複数のイマージョン・プログラムを持つ学校もある。このような学校では5つかそれ以上のプログラムを持っており「外国語学校」や「インターナショナル」色が濃くなっている。
公立のイマージョン校は特に人気が高く、優先順位や越境ルールを決め入学者を抽選で決定する学校が多い。保護者や子供自身に目標言語の基礎がないこともよくあるため、宿題や学校からのお知らせなどについて保護者との間で言葉の壁がないよう考慮されている。移民の多いカナダ、アメリカ、オーストラリアでは、外国語を学ぶのではなく、英語以外の母語を維持するために継承言語教育としてイマージョンを選ぶケースも多い。外国人生徒の多い英語圏の学校ではESLの生徒だけの全日制クラスを作り全教科を英語で教えているため、これも一種のイマージョンと言える。
また在外日本人のための教育施設である日本人学校では、保護者の強い要望があってすべての学校で小学校から英語教育を行っているが、図工・体育・音楽などの科目を英語で教える部分イマージョンを行っている学校が多い。文部科学省に認可されていない現地の日本人向け在外教育施設でも英語イマージョンを取り入れている学校がある。

### 日本語イマージョンを実施している学校
常時日本語イマージョン・プログラムを持っている小・中・高等学校（2006年12月現在）
- アメリカ合衆国 アメリカの小学校課程は幼稚園を含む。
  - アラスカ州アンカレッジ （公立 幼・小・中・高一貫イマージョン）
    - サンド・レイク小学校 （公立）- 算数、理科など。[3]
    - ミアーズ中学校 （公立）- 部分イマージョン。[4]
    - ダイモンド高等学校 （公立）- 部分イマージョン。[5]

  - イリノイ州シャンバーグ市
    - トーマス・A・デューリー小学校（公立）- 双方向イマージョン。[6]

  - イリノイ州オーク・パーク
    - インター・カルチュラル・モンテッソーリ・ランゲージ・スクール 小学校（私立）- 完全イマージョン。 [7]

  - オハイオ州シンシナティ
    - アカデミー・オブ・ワールド・ランゲージーズ 小中一貫校（公立）- 日本語、図工、体育、音楽。[8]

  - オレゴン州ポートランド （公立 幼・小・中・高一貫イマージョン）
    - リッチモンド小学校（公立) - 算数、理科、社会、言語、音楽、図工。[9]
    - マウント・テーバー中学校 テーバー山プログラム（公立）- 数学、理科、社会、日本語、言語。[10]
    - グラント高等学校（公立）- 毎日3時間。[11]
    - ザ・インターナショナル・スクール（私立）- 完全イマージョン。[12]

  - オレゴン州ユージーン （公立 幼・小・中・高一貫イマージョン）
    - 友人学園 小学校（公立）- 理科、音楽など。身体・学習障害児もイマージョンに受け入れる。[13]
    - ケリー中学校 友人学園プログラム（公立） - 毎日1時間25分。[14]
    - ノース・ユージーン高等学校（公立）- 部分イマージョン。[15]

  - カリフォルニア州カルバー・シティー
    - エル・マリノ・ランゲージ・スクール 小学校 （公立）- [16]

  - ジョージア州アトランタ
    - 聖学院アトランタ国際学校 小学校 - 双方向イマージョン[17]

  - ノースカロライナ州シャーロット
    - スミス・アカデミー・オブ・インターナショナル・ランゲージズ 小中一貫（公立）- 小学校は完全、中学校は部分イマージョン。[18]
    - ウェスト・メクレンバーグ高校（公立）- 部分イマージョン。[19]

  - バージニア州フェアファックス
    - フォックス・ミル小学校（公立） - 算数、理科、保健体育。[20]
    - グレート・フォールス小学校（公立） - 算数、理科、保健体育。[21]
    - クーパー中学校（公立）- 部分イマージョン。[22]

  - ミシガン州デトロイト
    - FLICS 外国語イマージョン文化学校（公立）- 完全イマージョン。[23]

  - ワシントン州シアトル
    - ジョン・スタンフォード・インターナショナル・スクール 小学校（公立）- 部分イマージョン。[24]
- フランス
  - リヨン
    - リヨン国際学園 日本語科（公立） - 日本語、社会。補習授業校として文部科学省より認定。[25]
- オーストラリア
  - ビクトリア州
    - ハンチングデール小学校（公立） - 理科、社会、音楽、美術、体育、日本語。[26]

  - クイーンズランド州ロックハンプトン
    - クレセント・ラグーン小学校 （公立）- 3～7年生で完全イマージョン。セント・ピーターズ小学校など近郊の学校に通う子供も同校で週2日イマージョン・クラスを受講。[27]

この他にもアメリカでは日本語イマージョンに似たものとして、JBBP(Japanese Bilingual Bicultural Program)と呼ばれる日本語バイリンガルプログラムがサンフランシスコ統一学区の二つの小学校で提供されている。
- カリフォルニア州サンフランシスコ
  - クラレンドン小学校（公立）
  - ローザパークス小学校（公立）

## 日本におけるイマージョン教育

### 英語イマージョン
特に日本では、学校教育における国語以外の科目を英語を用いて教育する「英語イマージョン教育」が注目されている。
日本では加藤学園幼稚園、加藤学園暁秀初等学校、加藤学園暁秀中学校・高等学校が早い段階から取り入れ、西武学園文理小学校、佼成学園女子中学校・高等学校、品川エトワール女子高等学校、緑ヶ丘女子中学校、立命館宇治高等学校、ぐんま国際アカデミー、英数学館小学校、仙台の明泉幼稚園・高森明泉幼稚園、ホライゾンジャパンインターナショナルスクール仙台校、ホライゾン学園仙台小学校、JCQバイリンガル幼稚園、福岡のリンデンホールスクール小学部・中高学部、浜松の聖隷クリストファー小学校などの学校が取り入れている。
「イマージョン校」と銘打ってはいないが、全科目を日本語以外の言葉で教えるインターナショナル・スクールも日本語が母語の生徒にとってはイマージョン教育の場となる。
イマージョン・プログラムは、家庭その他日常生活での使用や国語の授業等母語の習得環境が十分整っているという前提で第二言語の習得を目指すものであり、母語の習得に支障が生じるほど母語の使用時間が極端に短くならないことが前提である。
このプログラムが「本当に適した教育手法なのか」については様々な意見があり、問題・議論の対象となっている。今後、研究が進みデータが蓄積されることによって、その是非に関する議論が深まると予想される。

### 外国人の児童生徒
年々増加する外国人労働者や日系移民の子供の教育言語環境も今後の大きな課題の一つである。2004年9月の文部科学省の調査では日本語指導が必要な外国人児童生徒数は19,678人、その70%以上が中国語、ポルトガル語、スペイン語のいずれかを母語としている。彼らには英語が主流で授業料が高い外国人学校は選択の中にない。中国語を話す子供は、東京、大阪周辺に中華学校があるため比較的恵まれているが、それでも経済的に余裕がなければ通えない。
日本語指導が必要な外国人児童が全校5人未満の学校が多く、結果として日本語は登校初日からサブマージョンで学び、そのうち約80%は日本語指導を受けているが一定時間クラスから取り出して指導するプルアウト方式である。また上記データに入らない、不法滞在者の子供、不登校の子供も多数いる。日本語がわからず授業についていけなかったり、いじめの対象になって学校を辞めてしまう、あるいは最初から学校に通わない不登校・不就学問題は深刻になっている。外国人の通学は義務でないため行政も介入していない。これらの問題を解決するために、静岡県浜松市にある南米系（ペルー）外国人学校では2006年から日本語の部分イマージョン教育を開始した。その成果が注目されるところである。諸般の事情があるにせよ、このような特定言語を母語とする外国人が集団で住む地域の公立校は双方向イマージョンを実施しやすい環境にある。